# Ivan Balog
Ivan Balog (Osijek, Hrvatska, 11. rujna 1926. – Osijek, 9. prosinca 2000.), hrvatski kazališni redatelj u dječjem kazalištu

## Životopis
Rodio se u Osijeku. Osnivač dječjeg kazališta u Osijeku, čiji je direktor s najdužim stažem i redatelj najomiljenije predstave tog kazališta Zeko, zriko i janje.
Pučku i građansku školu pohađao u Osijeku. U rodnom gradu diplomirao na Trgovačkoj akademiji. Tijekom studija aktivirao se u osječkom Hrvatskom narodnom kazalištu gdje je bio inspicijent, i jedno vrijeme obnašao dužnost tajnika Drame. Suinicijator ideje osnivanja Pionirskog kazališta u čijim su predstavama igrala djeca. Projekt je zaživio 1950. godine. Jednu godinu poslije ovo amatersko kazalište dobilo je vlastitu dvoranu u tadašnjem donjogradskom Domu kulture. Mnogo je Balog radio na tome da bi Osijek dobio pravu lutkarsku i dječju pozornicu. Rad mu se ostvario 1958. godine profesionaliziranjem tog kazališta koje je ponijelo ime Dječje kazalište «Ognjen Prica». Od 1961. godine direktor je tog kazališta sve do mirovine. Obrazovanje je nastavio uz rad. Diplomirao je u Beogradu 1965. godine na Akademiji za kazalište, film, radio i TV. Studijski se usavršavao nakon studija na visokoj glazbenoj školi u Bratislavi.
Zaslužan za pokretanje dječjih kazališnih manifestacija. Suosnivač Festivala djeteta u Šibeniku, Susreta lutkarskih kazališta (SLUK) u Osijeku te Međunarodnog festivala kazališta lutaka za odrasle u Pečuhu. Bio je član Svjetske lutkarske federacije i Predsjedništva Udruženja dramskih umjetnika Hrvatske.